# 중립성 (철학)
중립성은 철학에서 분쟁의 한쪽 편에 서지 않는 것이다. 무감정, 무시, 무차별, 이중사고와는 구분된다.
중재와 화해의 차원에서 중립성은 판단할 때 가끔 요구되거나 어떠한 치우침에 빠지지 않도록 대화할 때 사용된다. 즉, 결과보다는 과정에 더 주안점을 두는 것이다. 예를 들면, 중립정당은 분쟁에서 이익분쟁에 빠지지 않는 정당을 말한다.  중립정당은 종종 신뢰와 안전을 가진 정당으로 볼 때가 있다. 
스위스 정부는 중립을 가지고 있으며, 적십자도 중립적이다. 

## 기독교에서 보는 중립성
그레그 반슨은 그의 저서에서 기독교가 가진 진리는 절대로 중립적이지 않아야 한다고 주장한다.  그것은 중립성을 띄게 되는 것은 복음의 가치와 그리스도안에 모든 지혜와 지식이 있다는 성경구절과 맞지 않다는 그의 주장이다.

## 같이 보기
- 대체적 분쟁 해결
- 정의
- 관용
- 이신론
- 국내문제불간섭원칙